# José Luis Pérez Caminero
José Luis Pérez Caminero (8 de novembre de 1967 a Madrid) (més conegut com a Caminero) va ser un futbolista madrileny, de fet, un dels més destacats dels anys noranta. Va néixer a Madrid i va passar tota la seva infància a Leganés. Jugava de migcampista principalment, bé sigui de volant central, mitja punta o bolcat a qualsevol de les dues bandes, preferiblement la dreta, encara que també podia jugar de defensa i fins i tot de segon punta. Va destacar especialment a l'Atlètic de Madrid. Va ser internacional amb la selecció espanyola.

## Biografia
Va començar jugant en les categories inferiors del Reial Madrid, arribant a jugar en el segon equip, el Reial Madrid Castella. El 1989 fitxa pel Reial Valladolid. Amb aquest equip debuta en la Primera divisió de la lliga espanyola de futbol el 8 d'octubre de 1989 en el partit CD Logroñés 1: 0 Reial Valladolid. En aquest equip aviat es va fer un lloc en l'onze titular.
La temporada 91-92 descendeix amb el seu equip a Segona divisió. La temporada següent queda segon classificat en la categoria d'argent amb l'equip castellanolleonès, aconseguint l'ascens a la màxima categoria.
El 1993 fitxa per l'Atlètic de Madrid. Allí Caminero viu els seus millors moments com futbolista. La temporada 95-96 es proclama campió de Lliga i Copa del Rei amb el conjunt matalasser, aquella temporada va ser considerat el millor jugador de futbol espanyol del moment. Caminero va destacar per la seva capacitat per a crear futbol des de qualsevol part del camp. Va brillar excepcionalment en el Camp Nou, on va ser un autèntic malson per al Barcelona de Johan Cruyff.
Després de la consecució de la lliga, Caminero va seguir en l'Atlético de Madrid. No obstant això, any rere any, anava perdent la brillantor que l'havia caracteritzat. Davant aquesta situació, el 1998 retorna de nou al Reial Valladolid on juga sis temporades més abans de retirar-se dels terrenys de joc. La seva última temporada (03-04) no va ser gaire alegre, ja que el seu equip va descendir a Segona divisió.
Caminero va disputar un total de 408 partits en Primera divisió en els quals va marcar 57 gols, alguns d'ells memorables. La seva fama de jugador que no s'esforça tot el que pot, el va perseguir fins a la seva retirada. Alguns entrenadors, com Javier Clemente, van xocar amb el jugador per aquest motiu.
Ha estat Director esportiu del Valladolid després de la seva retirada, encarregant-se de la recerca de nous jugadors, càrrec que va abandonar de manera personal, el 27 de maig de 2008.

### Clubs
- Reial Madrid Castella 1987 - 1989
- Reial Valladolid 1989 - 1993
- Atlètic de Madrid 1993 - 1998
- Reial Valladolid 1998 - 2004

## Selecció
Caminero va ser internacional amb la selecció espanyola en 21 ocasions. El seu debut com a internacional va ser el 8 de setembre de 1993 en el partit Espanya 2:0 Xile. Caminero va marcar un total de vuit gols amb la seva selecció.

### Participacions en Copes del Món
Va participar amb la selecció espanyola en la Copa Mundial de Futbol dels Estats Units de 1994 disputant quatre partits contra Corea del Sud, Alemanya, Bolívia i Itàlia. Caminero es va convertir en l'estrella espanyola en aquest mundial i va ser capaç de realitzar el millor futbol dintre de la selecció. De fet, en el primer partit contra Korea no va marcar, però si ho va fer en tres ocasions. Dues contra Bolívia en el tercer partit i un contra la Itàlia, un mític gol que va significar l'empat, malgrat que més tard Roberto Baggio aconseguiria el definitiu 1-2.